# 填满修正案之树
填满修正案之树（filling the amendment tree），或简称“填树”战术，是指美国参议院多数党来阻止少数党议员通过提出修正案来拖延立法进程的战术，树干代表具体法案，树枝则代表相应的修正案，填树就是由多数党领袖提出所有的修正案，不留空隙给其他人。通常而言，每个法案可以附加的修正案数量是有限的。而多数党领袖可以利用自己的程序特权，事前填满这些修正案数目。这是一种强势的表现，警告其他参议员这块蛋糕不容再插手，要确保法案不受干扰。
但“填满修正案之树”战术不能多用，否则会被其他参议员在今后的一般性法案中报复。